# Membrana vestibolare

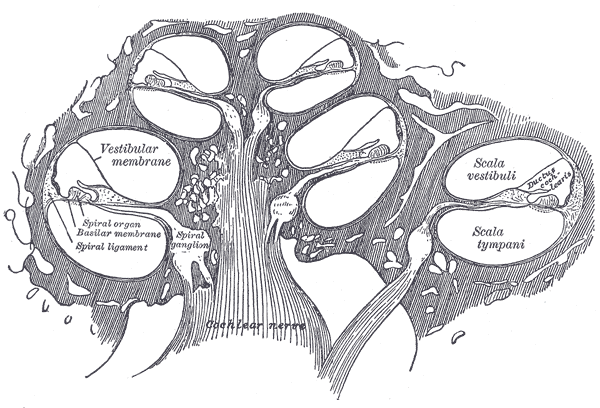
Sezione longitudinale della coclea

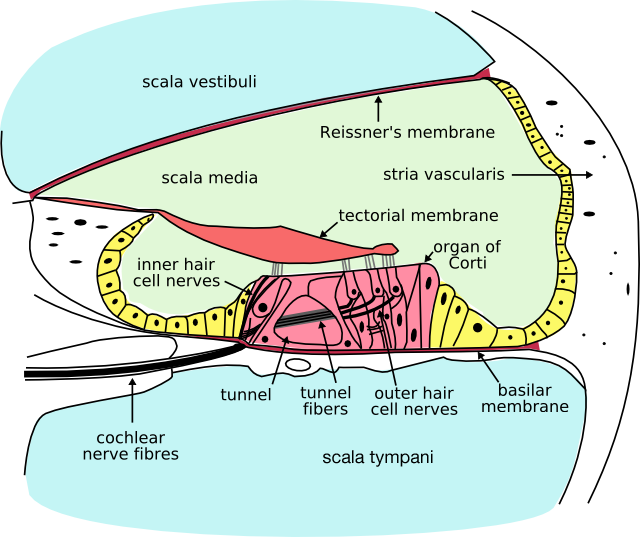
Sezione trasversale della coclea

La  membrana vestibolare, parete vetibolare o membrana di Reissner, è una membrana presente all'interno della coclea, nell'orecchio interno. Separa il dotto cocleare dal dotto vestibolare. Assieme alla membrana basilare creano uno scompartimento nella coclea pieno di endolinfa, importante per il funzionamento dell'organo del Corti. La sua funzione primaria è consentire la diffusione dei nutrimenti che viaggiano dalla perilinfa all'endolinfa nel labirinto membranoso.
Istologicamente, la membrana è costituita da due strati appiattiti di epitelio, separati da una lamina basale. La sua struttura suggerisce che la sua funzione è il trasporto di fluidi e elettroliti.
La membrana di Reissner ha preso il nome da Ernst Reissner (1824-1878).

## Galleria d'immagini

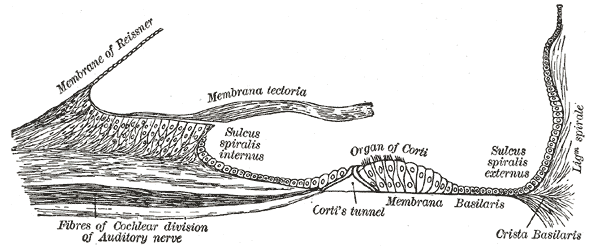
Pavimento del dotto cocleare.
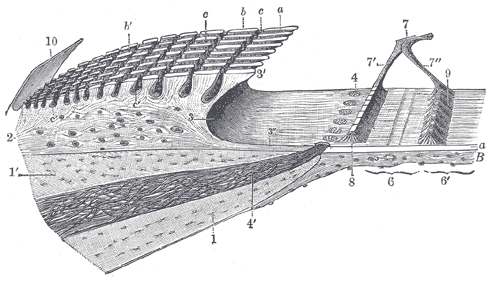
Spiral limbus e membrana basilare.